# Ansvarsart
Ansvarsart är inom naturskydd en art som en viss region eller nation kan sägas ha ett speciellt ansvar för, eftersom arten har en stor andel av sin population inom detta område.
Till exempel är trumgräshoppan ansvarsart i Motala kommun.